# Cerro Prieto, Charcas
Cerro Prieto är en ort i Mexiko.   Den ligger i kommunen Charcas och delstaten San Luis Potosí, i den centrala delen av landet, 500 km norr om huvudstaden Mexico City. Cerro Prieto ligger 2 032 meter över havet och antalet invånare är 140.
Terrängen runt Cerro Prieto är platt åt sydost, men åt nordväst är den kuperad. Runt Cerro Prieto är det glesbefolkat, med 8 invånare per kvadratkilometer. Närmaste större samhälle är Santa Isabel, 19,9 km sydost om Cerro Prieto. Omgivningarna runt Cerro Prieto är i huvudsak ett öppet busklandskap.